# Riszat Abdullin
Riszat Mukimowicz Abdullin ros. Риша́т Мукимович Абду́ллин (ur. 1 marca?/14 marca 1916 w Ust´-Kamienogorsku, zm. 1988 w Ałma-Acie) – radziecki śpiewak pochodzenia tatarskiego (baryton), Ludowy Artysta ZSRR (1967). 

Od 1955 był członkiem KPZR. W 1937 ukończył kazachskie studio przy Konserwatorium Moskiewskim. W latach 1939–1985 był solistą Ałmaackiego Teatru Opery i Baletu . Otrzymał Order Rewolucji Październikowej, Order Czerwonego Sztandaru Pracy i Nagrodę Państwową Kazachskiej SRR (1978).